# Karkikuusikko
Karkikuusikko är en kulle i Finland. Den ligger i Kolari kommun i landskapet Lappland, i den norra delen av landet, 800 km norr om huvudstaden Helsingfors. Toppen på Karkikuusikko är 207 meter över havet.
Terrängen runt Karkikuusikko är huvudsakligen platt, men norrut är den kuperad. Terrängen runt Karkikuusikko sluttar söderut.Trakten runt Karkikuusikko är nära nog obefolkad, med mindre än två invånare per kvadratkilometer. Närmaste större samhälle är Kolari kyrkoby, 15,8 km sydväst om Karkikuusikko. 